# ニトロイミダゾール
ニトロイミダゾール（英：Nitroimidazoles）とは、イミダゾール環に少なくとも1つのニトロ基が置換した有機化合物群である。
この用語はニトロイミダゾールを構造に持つ抗生物質群も指す。これらの抗生物質には一般的に5-ニトロイミダゾールの構造異性体が含まれる。

## 合成
イミダゾールは硝酸と硫酸の混合物でニトロ化反応を起こし、5-ニトロイミダゾールを得る。

## ニトロイミダゾール系抗生物質

Position numbers on the ring

化学的観点からは、ニトロイミダゾール抗生物質はニトロ基の位置によって分類できる。 4-ニトロイミダゾールと5-ニトロイミダゾールの構造は、これらの互変異性体が容易に相互変換するため、医薬品の観点からは同じである。5-ニトロイミダゾール系としては、メトロニダゾール、チニダゾール、ニモラゾール、ジメトリダゾール、プレトマニド、オルニダゾール、メガゾール、アザニダゾールなどがある。2-ニトロイミダゾール系には、ベンズニダゾールやアゾマイシンがある。2-ニトロイミダゾールをベースとする薬剤には、ベンズニダゾールやアゾマイシンがある。

ニトロイミダゾール系抗生物質は、嫌気性菌や寄生虫感染に対して使用されてきた 。最も一般的な例はメトロニダゾールであろう。ニトロチアゾール（チアゾール）のような他の複素環もこの目的に使用される。Nitroheterocycles may be reductively activated in hypoxic cells, and then undergo redox recycling or decompose to toxic products.

3つのニトロイミダゾール系抗生物質：メトロニダゾール、チニダゾール、ニモラゾール